# Гилгамеш (опера)
Гилгамеш, опера у три чина Рудолфа Бручија. Опера је написана 1985/86. према либрету Арсенија Арсе Милошевића, и изведена поводом 125. годишњице Српског народног позоришта. С обзиром да је имао кратко време за компоновање, Бручи је већ следеће године прерадио оперу, изменивши тзв. `слабија места`, и то у преводу на немачки језик (као „Gilgamesch”). „Гилгамеш” је изведен и на I музичком фестивалу у Багдаду (Ирак) 1987, а представу коју је режирао Арсеније Милошевић уживо су преносиле већина телевизија арапских земаља. Критичари су ову оперу назвали најквалитетнијом и најмонументалнијом опером наших простора. У представи су наступили наши најквалитетнији оперски певачи, Никола Митић у насловној улози, Славољуб Коцић као Енкиду, а уз њих још и Илона Кантор Васиљевић (Ришат), Вјера Mикић Мирановић (Девојка), Јадранка Јовановић (Иштар), Бранислав Јатић (Свештеник), Бојан Кнежевић (Човек-Шкорпион) и други певачи новосадске и београдске опере, као и ансамбл Балета Српског народног позоришта. Представом је дириговао Имре Топлак.

## Либрето
према сумерско-вавилонском епу либрето написао Арсеније Арса Милошевић

## Праизведба
2. новембар 1986, Нови Сад у Српском народном позоришту

## Време и место
Простор у време дешавања Епа у време владавине краља Гилгамеша, у време настанка Човечанства, увек и свуда

## Ликови и улоге
| Гилгамеш           | сумерски краљ                                                     | баритон            |                              |
| Енкиду             | његов пријатељ и побратим                                         | тенор              |                              |
| Девојка            | свештеница у храму богиње Иштар                                   | сопран             |                              |
| Ришат              | Гилгамешова мајка                                                 | мецосопран         |                              |
| Иштар              | сумерска богиња љубави и плодности                                | мецосопран         |                              |
| Сидури Сабиту      | чувар улаза у Врт Богова и њихова пехарница                       | колоратурни сопран |                              |
| Аруру              | сумерска богиња стварања                                          | сопран             |                              |
| Утнапиштим         | Гилгамешов праотац                                                | дубоки бас         |                              |
| Утнапиштимова жена |                                                                   | мецосопран         |                              |
| Ловац Ур-Шанаби    | Утнапиштимов бродар                                               | тенор              | један певач                  |
| I Свештеник        |                                                                   | тенор              |                              |
| II Свештеник       |                                                                   | бас                |                              |
| Ану Еа Шамаш       | сумерски бог Неба сумерски бог воде и мудрости сумерски бог Сунца | бас                | један певач (преко звучника) |
| Човек Шкорпион     |                                                                   | мушки глас         |                              |
| Жена Шкорпион      |                                                                   | женски глас        |                              |
| Хумбаба            | демон                                                             | робот              |                              |
| Змија              |                                                                   | играчица           |                              |

народ Урука — војници — стражари — свештеници — свештенице — девице у служби Иштар — играчице

## Оркестар
- 3
- 4

## Музички примери
I чин — почетак (1. слика)ⓘ
II чин – Сцена Иштариног беса (11. слика)ⓘ